# جوزف (خزر)

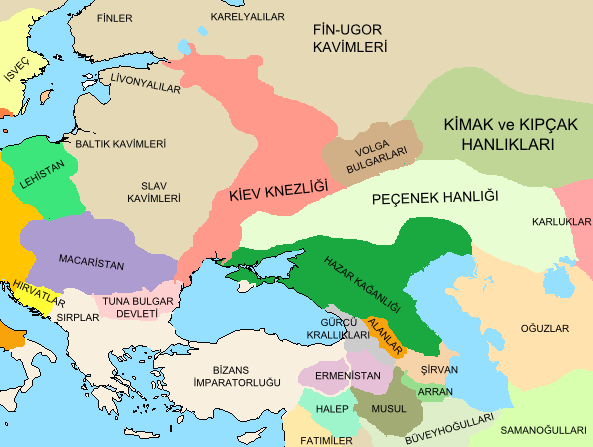
قلمرو خزران در عهد یوسف بن هارون

یوسف بن هارون یکی از پادشاهان مردم خزر در طول دهه‌های ۹۵۰ و ۹۶۰ میلادی بود.
جوزف پسر هارون دوم خزری است که شکست جبههٔ بیزانس در برابر سپاه او تاریخ آمده است. همسر یوسف (یا احتمالاً یکی از همسرانش) دختر پادشاه آلان‌ها بود.
اختلاف است که لقب وی خاقان بوده است یا بیگ. این امکان هست که با توجه به تفکیک قدرت نظامی و سیاسی در میان خزران، وی فقط یکی از این دو قدرت را دربرداشته بوده باشد. (نگاه کنید به پادشاهی خزران).
یوسف به طور فعال به دنبال تماس با یهودیان در جاهای دیگر خارج از کشور بود. مکاتبات خزر و نامه سچچتر در ارتباط با اوست. در مکاتبات خزر وی با خاخامی اهل قرطبه (در اندلس اسلامی) مذاکراتی برای حل مشکلات خزر انجام داده.
یوسف درگیر در جنگ‌هایی در برابر کیوان روس و پچنگ‌ها و همچنین منازعات پراکنده با بیزانس در شبه‌جزیره کریمه بوده است. او در مکاتبات خزر گزارش داده است که از ممالک مسلمان اطراف دریای خزر در برابر وارنگیان غارتگر و روس‌های کیف محافظت می‌کند.
سرنوشت جوزف ناشناخته است. امپراتوری خزر توسط سویاتوسلاو یکم کی‌یف نابود شد و این در فاصله نه چندان بلندی از نگارش نامه‌های مرتبط با جوزف است؛ لذا احتمال دارد در نبرد با روس‌ها او حضور داشته و شکست خورده باشد.